# Municipio de Indian Creek (condado de Story)
El municipio de Indian Creek (en inglés: Indian Creek Township) es un municipio ubicado en el condado de Story en el estado estadounidense de Iowa. En el año 2010 tenía una población de 1564 habitantes y una densidad poblacional de 16,88 personas por km².

## Geografía
El municipio de Indian Creek se encuentra ubicado en las coordenadas 41°54′31″N 93°24′22″O / 41.90861, -93.40611. Según la Oficina del Censo de los Estados Unidos, el municipio tiene una superficie total de 92.65 km², de la cual 92,53 km² corresponden a tierra firme y (0,13 %) 0,12 km² es agua.

## Demografía
Según el censo de 2010, había 1564 personas residiendo en el municipio de Indian Creek. La densidad de población era de 16,88 hab./km². De los 1564 habitantes, el municipio de Indian Creek estaba compuesto por el 98,47 % blancos, el 0,19 % eran afroamericanos, el 0,19 % eran amerindios, el 0,38 % eran asiáticos, el 0,06 % eran de otras razas y el 0,7 % eran de una mezcla de razas. Del total de la población el 0,96 % eran hispanos o latinos de cualquier raza.